# Lucius Iulius Vopiscus Iullus (tribun consulaire en -403)
Lucius Julius Vopisci Iullus est un homme politique romain du IVe siècle av. J.-C., tribun militaire à pouvoir consulaire en 403 av. J.-C., avec neuf autres collègues.
Il appartient aux Iulii, la gens patricienne Iulia. Son père, Lucius Julius Iullus a été tribun militaire à pouvoir consulaire en 438 av. J.-C. ; son grand-père Vopiscus Iulius Iullus et son oncle Lucius Iulius Iullus ont été consuls, respectivement en 473 av. J.-C. et en 430 av. J.-C..
Lucius est l'un des tribuns militaires avec pouvoir consulaire élu pour 403, ; avec ses collègues, il continue le siège de la cité étrusque de Véies, en faisant construire des terrassements pour que le siège puisse continuer en hiver.
Son fils Lucius Julius Iullus occupe la charge de tribun militaire à pouvoir consulaire en 401 av. J.-C. et en 397 av. J.-C..